# Пешая почта
Пешая почта — почтовая связь с помощью пеших курьеров, широко распространённая при небольших расстояниях в конце XVIII века. Впоследствии использовалась мало в связи с развитием средств связи.

## История и распространение
В Российской империи пешая почта была впервые организована в 1770 году между городами Галичем и Вологдой, где пешие курьеры преодолевали расстояние 170 вёрст.
В Германии в 1800—1806 годах также работала частная городская почта в Берлине, которая называлась пешей почтой (Fußpost).